# Gumpoldskirchen
Gumpoldskirchen ist eine niederösterreichische Marktgemeinde und Weinort mit 4022 Einwohnern (Stand 1. Jänner 2025) an der Thermenlinie.

## Geografie
Das mit der gleichnamigen, alleinigen Katastralgemeinde kongruente Gumpoldskirchen liegt an der Thermenlinie und grenzt an die Gemeinden Guntramsdorf, Gaaden, Pfaffstätten und Traiskirchen. Das Gemeindegebiet erstreckt sich vom flachen Wiener Becken bis in die Waldgebiete des Anningers, der schon zum Wienerwald zählt. Gumpoldskirchen grenzt nicht, wie man vermuten könnte, an Mödling, da sich inmitten der Weinberge zwischen den beiden Orten auch ein Streifen des Gemeindegebietes von Guntramsdorf befindet.

### Angrenzende Gemeinden
|        |                                             | Guntramsdorf |
| Gaaden | Kompassrose, die auf Nachbargemeinden zeigt |              |
|        | Pfaffstätten                                | Traiskirchen |

### Klima
Gumpoldskirchen ist dem pannonischen Klima und dort dem Sonderklimat der Thermenlinie zuzuordnen. Einfluss auf das Klima in Gumpoldskirchen haben auch die Ausläufer des hügeligen Wienerwalds im Westen der Gemeinde. In Gumpoldskirchen befindet sich eine der 250 Wetterstationen der Zentralanstalt für Meteorologie und Geodynamik.
|                        | Jan  | Feb  | Mär  | Apr  | Mai  | Jun  | Jul  | Aug  | Sep  | Okt  | Nov  | Dez  |   |       |
| Mittl. Temperatur (°C) | −0,3 | 1,0  | 5,2  | 9,7  | 14,8 | 18,1 | 20,0 | 19,5 | 15,3 | 9,7  | 4,3  | 1,2  | ⌀ | 9,9   |
| Mittl. Tagesmax. (°C)  | 2,9  | 4,9  | 9,9  | 14,9 | 20,2 | 23,3 | 25,4 | 25,2 | 20,7 | 14,7 | 7,8  | 4,1  | ⌀ | 14,5  |
| Mittl. Tagesmin. (°C)  | −3,2 | −2,1 | 1,5  | 5,2  | 9,8  | 13,2 | 15,1 | 14,7 | 11,2 | 6,1  | 1,5  | −1,5 | ⌀ | 6     |
|                        |      |      |      |      |      |      |      |      |      |      |      |      |   |       |
| Niederschlag (mm)      | 40,9 | 34,4 | 50,2 | 54,2 | 60,7 | 67,2 | 63,7 | 54,5 | 51,1 | 41,1 | 53,0 | 43,8 | Σ | 614,8 |
|                        |      |      |      |      |      |      |      |      |      |      |      |      |   |       |
| Sonnenstunden (h/d)    | 2,03 | 3,95 | 4,27 | 6,4  | 7,33 | 7,28 | 7,52 | 7,83 | 5,73 | 3,86 | 2,01 | 1,32 | ⌀ | 5     |
|                        |      |      |      |      |      |      |      |      |      |      |      |      |   |       |
| Regentage (d)          | 7,2  | 6,6  | 8,4  | 7,7  | 8,4  | 9,1  | 8,8  | 8,0  | 7,0  | 6,2  | 8,7  | 8,0  | Σ | 94,1  |

| −3,2 |

| −2,1 |

| 1,5 |

| 5,2 |

| 9,8 |

| 13,2 |

| 15,1 |

| 14,7 |

| 11,2 |

| 6,1 |

| 1,5 |

| −1,5 |

| −3,2 |

| −2,1 |

| 1,5 |

| 5,2 |

| 9,8 |

| 13,2 |

| 15,1 |

| 14,7 |

| 11,2 |

| 6,1 |

| 1,5 |

| −1,5 |

| N i e d e r s c h l a g | 40,9 | 34,4 | 50,2 | 54,2 | 60,7 | 67,2 | 63,7 | 54,5 | 51,1 | 41,1 | 53,0 | 43,8 |
|                         | Jan  | Feb  | Mär  | Apr  | Mai  | Jun  | Jul  | Aug  | Sep  | Okt  | Nov  | Dez  |

## Geschichte

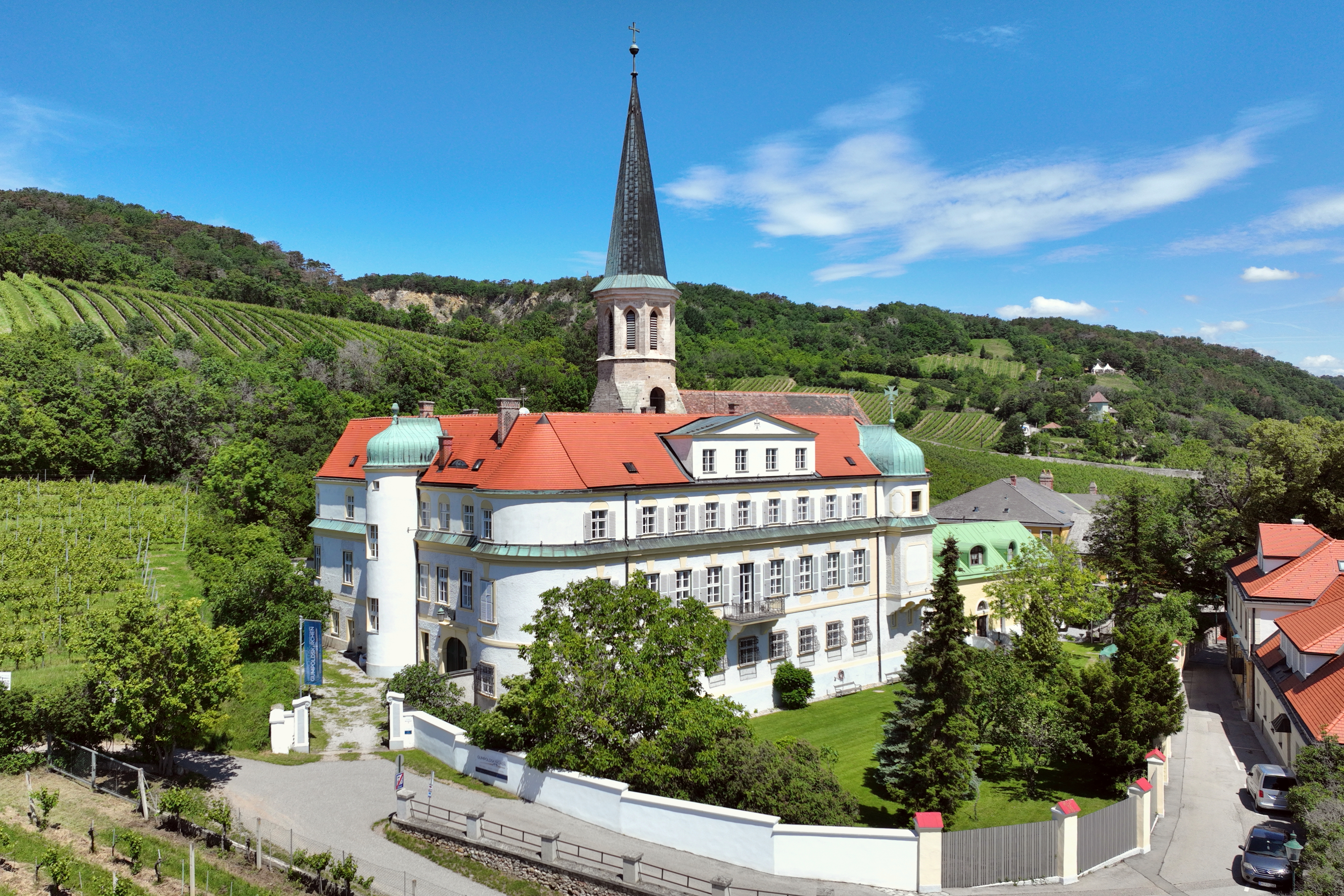
Deutschordens-Schloss und Pfarrkirche

- Es waren Steinzeitmenschen, die sich vor etwa 6500 Jahren hier niedergelassen haben. Unterhalb der heutigen Kirche muss ihre kleine Siedlung gelegen haben, wie jüngste Funde ans Tageslicht gebracht haben. Weitere Funde gibt es aus der Römerzeit, und zwar ein paar Münzen und eine Grabstätte. Diese Funde bestätigen die Vermutungen einiger Archäologen, dass an Gumpoldskirchen eine befestigte Römerstraße vorbeigeführt hat.
- In einigen Publikationen wird vermutet, dass die ehemalige römische Wasserleitung zum Legionslager Vindobona u. a. aus einer Quelle in Gumpoldskirchen gespeist worden sein könnte.[2] Konkrete Funde oder andere Belege gibt es dafür jedoch nicht.
- Erwähnt wurde der Ort das erste Mal 1140. An den Osthängen des Anningers wurde aber bereits in vorgeschichtlicher Zeit Wein angebaut. Der Name leitet sich von Gumpold von Passau ab. Bereits im 14. Jh. wird Gumpoldskirchen Markt und Gerichtsstandort. Das zeigt auch die Schranne mitten im Ort.
- Litt der Ort bereits unter der ersten Türkenbelagerung, so war ein wirtschaftlicher Niedergang nach dem Dreißigjährigen Krieg zu bemerken. Zwischen den beiden Kriegen entstanden das Rathaus (1559) und viele andere Bürgerhäuser, die noch heute stehen.
- 1763 verkaufte Kaiserin Maria Theresia den Ort an den Freiherrn von Moser.

Gumpoldskirchen und Thallern um das Jahr 1872 (Aufnahmeblatt der Landesaufnahme)

- Ende des 18. Jh. begann auch hier die Industrialisierung. 1789 baute Bartholomäus Masgotz an der heutigen Adresse Wiener Straße 40 ein bestehendes, am Anningerbach gelegenes Gebäude zu einem drei Stock hohen Seidenfilierungsbetrieb um, welcher 1801 von Joseph Kick erworben wurde,[3] und zu Zeiten mit 3.000 Spulen arbeitete[4]; 1822 dürfte die Liegenschaft (auch) als Flor-, Krepp- und Creponfabrik genutzt worden sein.[4] 1794 entstand durch Johann Metz an Stelle einer vom Anningerbach gespeisten Zinnobermühle eine Knöpf- und leonische Drahtfabrik[5][6] die 1818 dem Knöpffabrikanten Joseph Wilda gehörte.,[7] 1822 bestand, an Schleuse 1 des Wiener Neustädter Kanals gelegen, eine 1817 von Andreas Lemaire und C. eingerichtete Ölfabrik[8] die bedeutendste Österreichs: sie verarbeitete jährlich 8.000 Metzen Samen.[4] 1838 befand sich an Stelle dieses Betriebs die Haimann’sche Papierfabrik, später, 1878: k. k. priv. Heinrichsthaler Maschinenpapierfabrik Martin Kink & Co.[4] Auch eine Blech- und Bleiwarenfabrik sowie ein Leder-Etablissement entstanden noch vor 1900.[4] – Manche dieser Firmen arbeiteten bis in die zweite Hälfte des 20. Jahrhunderts. Heute existiert aber keine dieser Fabriken mehr. Die Lederfabrik musste nach einem Umweltskandal in den 80er Jahren zusperren. Lebensgefährliche Abgase wurden so gut wie ungefiltert aus den Schornsteinen gelassen, undichte Fässer mit Chemikalien lagerten im Erdreich etc. Erst durch den enormen Druck der Bevölkerung wurde das Werk geschlossen, nachdem es durch ein Umwelt-Gutachten als „sehr lebensbedrohlich bis tödlich“ eingestuft wurde.
- Im 19. Jahrhundert kam es zur Reblaus-Katastrophe. Die Reblaus (Dactylosphaera vitifolii) wurde aus Nordamerika eingeschleppt und breitete sich in der zweiten Hälfte des 19. Jahrhunderts in ganz Europa aus. Auch Gumpoldskirchen litt unter der Invasion der Reblaus, und sie wurde schnell zum Mythos. Im Jahr 1884 waren sämtliche Weinkulturen zerstört.
- Auch der Wiener Neustädter Kanal trug zu seiner Zeit zu der wirtschaftlichen Entwicklung Gumpoldskirchens bei, der in der Folge durch den Bau der Südbahn, die 1841 eröffnet wurde, fortgesetzt wurde. Im Zuge des Bahnbaues wurde auch der erste österreichische Bahntunnel mit einer Länge von 156 m gebaut. In der Umgangssprache wird er noch heute als „Busserltunnel“ bezeichnet. Diesen Beinamen erhielt er, da es früher nicht möglich war, in der Durchfahrtszeit des relativ kurzen Tunnels das Licht in den Waggons einzuschalten.
Die an der Südbahn eingerichtete Haltestelle Guntramsdorf liegt auf dem Gemeindegebiet von Gumpoldskirchen und ist als Haltestelle Guntramsdorf-Südbahn unter Ortschaften und Siedlungsnamen Gumpoldskirchens eingetragen.[1]
- Nach dem Anschluss Österreichs 1938 wurde der Ort in die Stadt Groß-Wien zum 24. Bezirk eingemeindet. Erst 1954 wurde der Ort wieder eigenständig und fiel an Niederösterreich zurück.
- Im Zuge des Zweiten Weltkrieges kam es in den ersten Apriltagen 1945 im Raum Gumpoldskirchen – Guntramsdorf zu schweren Kämpfen zwischen Teilen der deutschen 6. Panzerarmee unter Sepp Dietrich und der sowjetischen 3. Ukrainischen Front unter Marschall Tolbuchin. Nach dem überraschenden Einbruch Tolbuchins ins südliche Wiener Becken am 1. April wurde in der Nacht zum 2. April die 2. SS-Panzerdivision vom Raum Neusiedler-See in den Süden Wiens verlegt und errichtet eine Widerstandslinie, die von Gumpoldskirchen über Guntramsdorf und Laxenburg bis Moosbrunn reichte. Da Tolbuchin seine Truppen vom 2. bis 4. April zur Westumfassung von Wien und zum Generalangriff von Süden her umgliederte, blieb Gumpoldskirchen vom 2. bis 5. April Frontgebiet und erlitt vor allem durch sowjetischen Beschuss schwere Schäden.[9]
- 1985 sorgte der Glykolwein-Skandal für Prestige- und Umsatzeinbrüche. Die strengere Weingesetzgebung zwang viele Weinhauer zum Umdenken, was der Qualität der heimischen Produkte durchaus zuträglich war.

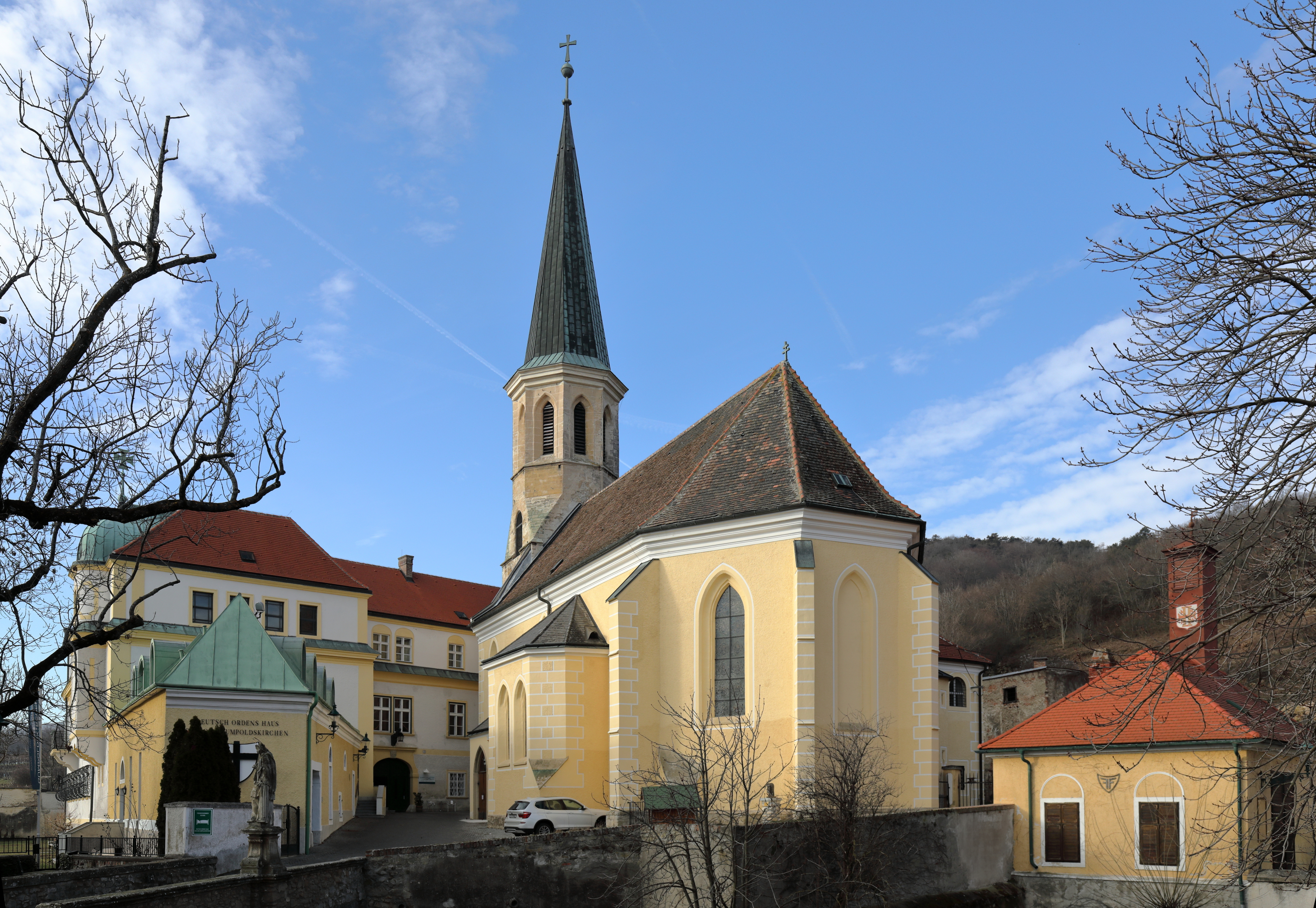
Kirchenplatz mit Pfarrkirche, Deutschordens-Schloss und ehemaligem Zeughaus der Freiwilligen Feuerwehr

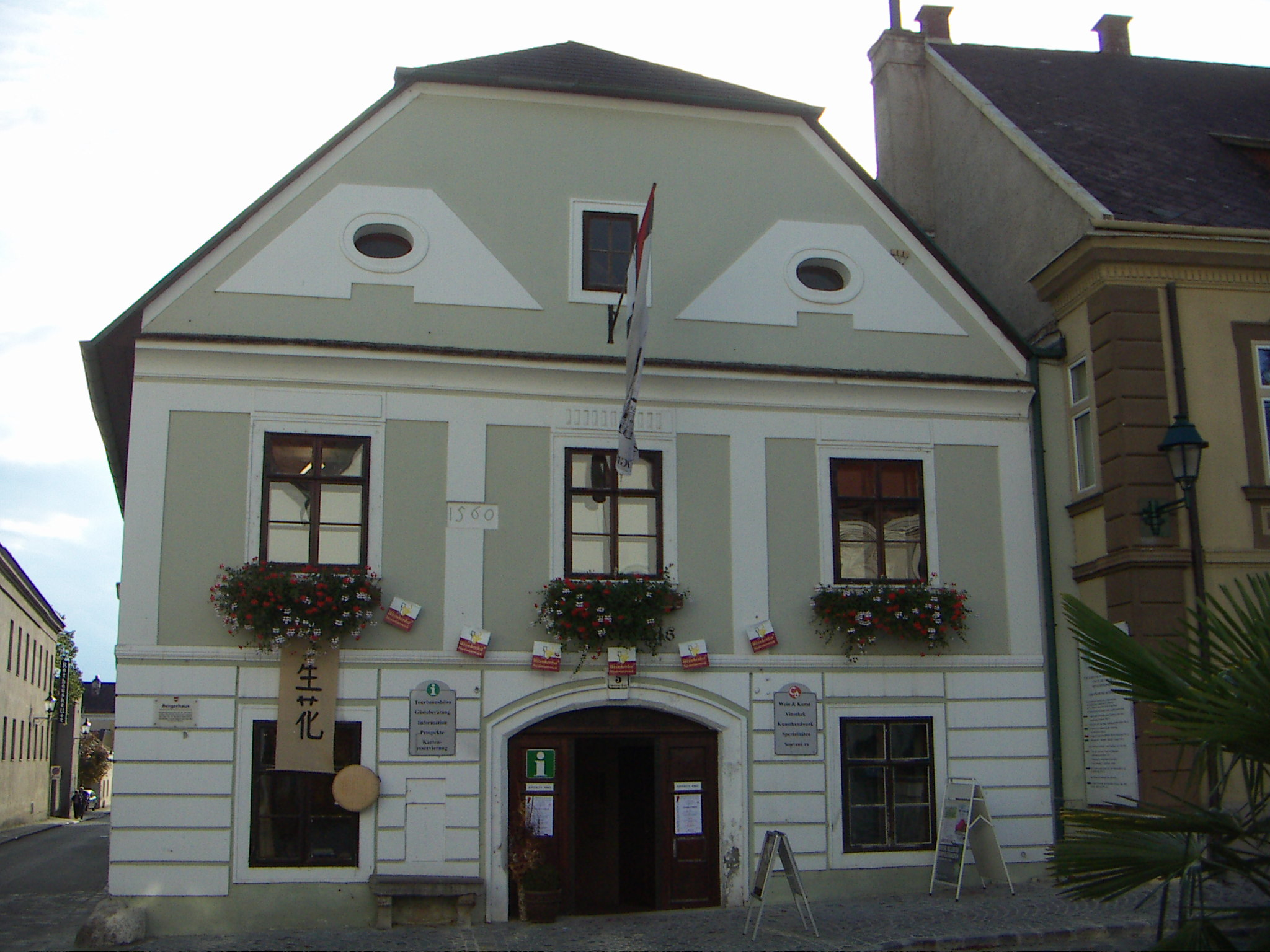
Bergerhaus

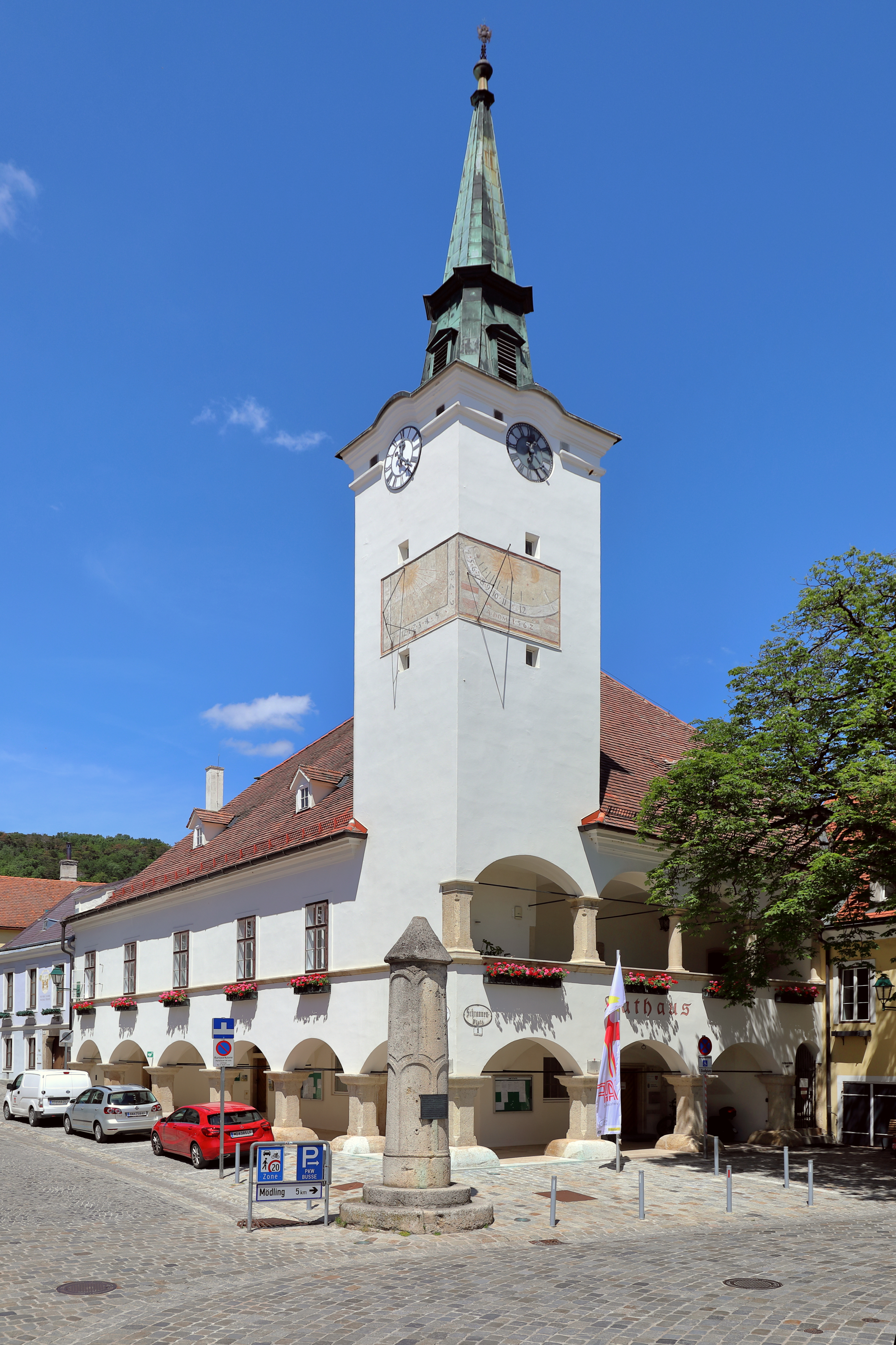
Rathaus mit Pranger

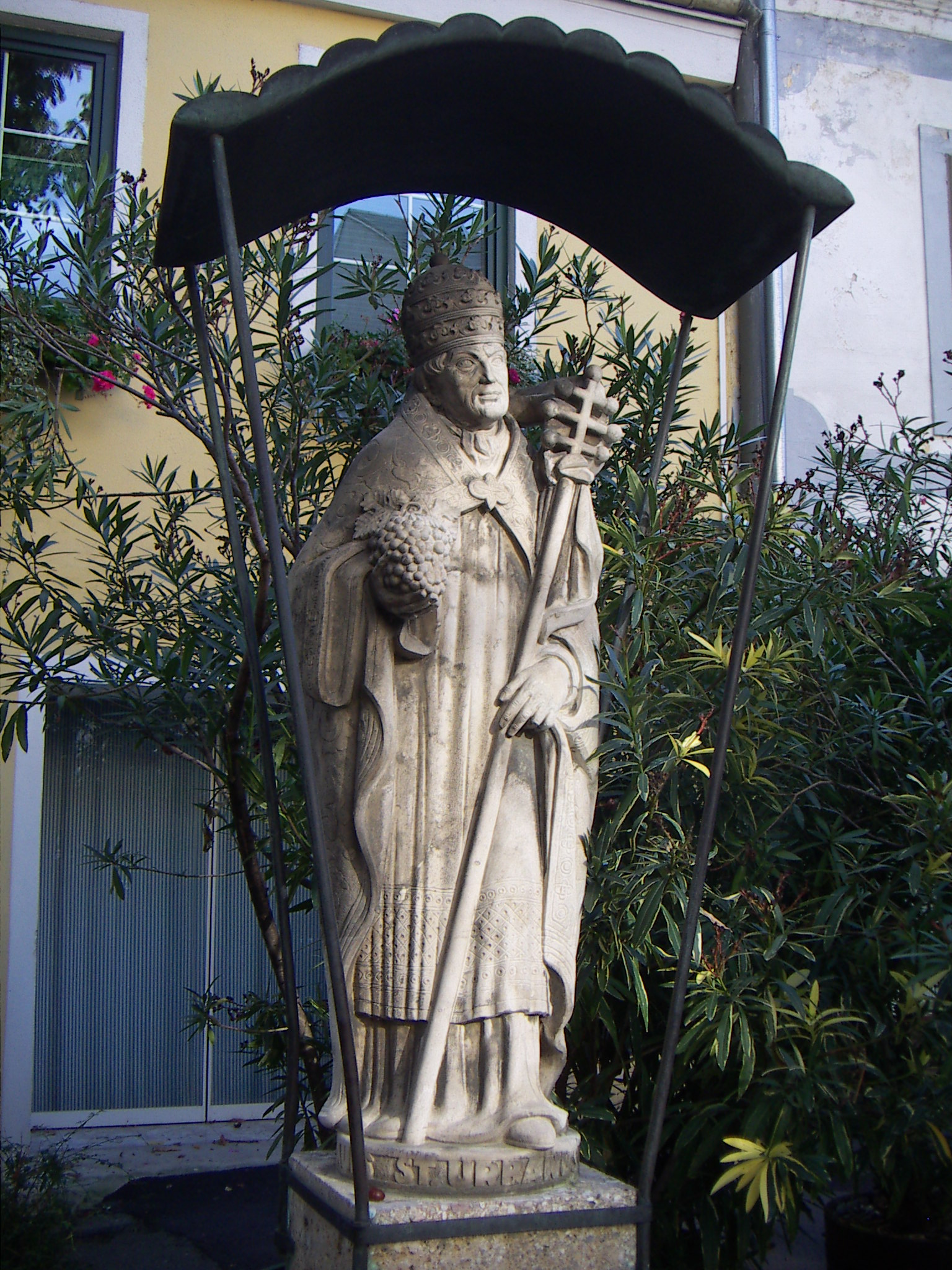
Urban von Langres

## Bevölkerungsentwicklung
| Gumpoldskirchen: Einwohnerzahlen von 1869 bis 2025  | Gumpoldskirchen: Einwohnerzahlen von 1869 bis 2025 | Gumpoldskirchen: Einwohnerzahlen von 1869 bis 2025 | Gumpoldskirchen: Einwohnerzahlen von 1869 bis 2025 | Gumpoldskirchen: Einwohnerzahlen von 1869 bis 2025 |
| --------------------------------------------------- | -------------------------------------------------- | -------------------------------------------------- | -------------------------------------------------- | -------------------------------------------------- |
| Jahr                                                |                                                    |                                                    |                                                    | Einwohner                                          |
| 1869                                                | 1869                                               |                                                    | 2.103                                              | 2.103                                              |
| 1880                                                | 1880                                               |                                                    | 2.079                                              | 2.079                                              |
| 1890                                                | 1890                                               |                                                    | 2.105                                              | 2.105                                              |
| 1900                                                | 1900                                               |                                                    | 2.436                                              | 2.436                                              |
| 1910                                                | 1910                                               |                                                    | 3.071                                              | 3.071                                              |
| 1923                                                | 1923                                               |                                                    | 2.911                                              | 2.911                                              |
| 1934                                                | 1934                                               |                                                    | 2.941                                              | 2.941                                              |
| 1939                                                | 1939                                               |                                                    | 3.830                                              | 3.830                                              |
| 1951                                                | 1951                                               |                                                    | 3.220                                              | 3.220                                              |
| 1961                                                | 1961                                               |                                                    | 2.919                                              | 2.919                                              |
| 1971                                                | 1971                                               |                                                    | 2.804                                              | 2.804                                              |
| 1981                                                | 1981                                               |                                                    | 2.978                                              | 2.978                                              |
| 1991                                                | 1991                                               |                                                    | 2.982                                              | 2.982                                              |
| 2001                                                | 2001                                               |                                                    | 3.233                                              | 3.233                                              |
| 2011                                                | 2011                                               |                                                    | 3.634                                              | 3.634                                              |
| 2021                                                | 2021                                               |                                                    | 3.950                                              | 3.950                                              |
| 2025                                                | 2025                                               |                                                    | 4.022                                              | 4.022                                              |
| Quelle(n): Statistik Austria, Gebietsstand 1.1.2021 |                                                    |                                                    |                                                    |                                                    |

## Kultur und Sehenswürdigkeiten

### Musik
In Gumpoldskirchen sind verschiedene Chöre aktiv. Die bekanntesten sind die „Gumpoldskirchner Spatzen“, das Frauenensemble „Cantilena“ und der Männerchor „MACH4“. Die „Gumpoldskirchner Spatzen“ (gegr. 1949) sind ein Kinderchor, der schon einige Auslandsbesuche absolviert hat, unter anderem war er mehrmals in Japan. Der Chor trat auch bereits in der Wiener Staatsoper auf.

### Bauwerke
- Die Pfarrkirche St. Michael ist eine gotische Hallenkirche. Unter dem Presbyterium liegt eine kleine Krypta, welche erst vor wenigen Jahren wiederentdeckt wurde.
- Das Deutschordensschloss des Deutschen Ordens stammt aus dem 14. oder 15. Jahrhundert.
- Das Rathaus wurde als Renaissance-Bau als Gerichtshaus Schranne von Marktrichter Mang Kharner und Maurermeister Anton Preiner im Jahr 1559 erbaut. Markant sind die Arkaden sowie der Turm mit Uhr. Das Rathaus ist charakteristisch für das aufstrebende Bürgertum gegenüber der Kirche. Die Besichtigung der Pfeilerhalle im ersten Stock ist während der Amtsstunden möglich. Im Rathaus gibt es auch noch alte Kerker-Zellen, die jedoch nicht zu besichtigen sind, und heute als Lagerraum genutzt werden.
- Der Pranger, welcher unmittelbar vor dem Rathaus steht, wurde 1563 aufgerichtet (belegt durch eine Inschrift). Der Pranger war ein Zeichen für das Marktrecht der Gemeinde. Er wurde aber auch zur Bestrafung von Rechtsbrechern verwendet – diese wurden zur Strafe an den Pranger gekettet. Er war zwischenzeitlich abgebaut, wurde unter den Arkaden des Rathauses zerlegt zwischengelagert und später wieder aufgestellt.
- Adolf Loos Haus: Das vom Architekten Adolf Loos im Jahr 1924 erbaute Wohnhaus befindet sich etwas außerhalb von Gumpoldskirchen und hieß ursprünglich „Landhaus Spanner“. Heute beheimatet es unter anderem einen Heurigen.
- Das im 16. Jahrhundert erbaute Bergerhaus am Schrannenplatz ist in Gemeindebesitz und steht regelmäßig für Ausstellungen und Vernissagen zur Verfügung. Viele zeitgenössische Künstler stellen hier das ganze Jahr über aus.
- Das Gasthaus „Schwarzer Adler“ ist ein altes Wirtshaus, welches jahrzehntelang leer stand und immer mehr verfiel, bis es in den 90er Jahren originalgetreu renoviert wurde und beherbergt nun das Heurigen-Restaurant „3er Haus“.
- Das alte Zechhaus am Kirchenplatz 1 wurde erstmals urkundlich 1549 erwähnt. Im Gebäudekomplex befindet sich ein (gotischer) Keller, der wie der Dachboden aus dem 14. Jahrhundert stammt. Seit dem Jahr 1905 befindet sich das Haus im Besitz der Familie Krug, die seit 1970 einen Heurigen im Hause führt.

### Naturdenkmäler
Am Anninger auf Gumpoldskirchner Seite befindet sich die größte Höhle des Wienerwaldes – die Dreidärrischenhöhle. Sie ist ca. 230 Meter tief und weist einen Höhenunterschied von 19 Metern auf. In der Höhle sind unterschiedliche Fledermausarten, zum Teil auch sehr seltene, beheimatet. 1983 stürzte ein Teil der Höhle ein, verursacht durch permanente Sprengungen in einem nahegelegenen Kalkbergwerk. Bis 1939 war sie eine Schauhöhle – in dieser Zeit wurde auch ein zweiter künstlicher Eingang geschaffen.
Am Anninger gibt es eine erwähnenswerte kleine Trockenrasenfläche, die früher als Hinrichtungsstätte diente und deshalb Rabentisch genannt wird.

### Weinbau

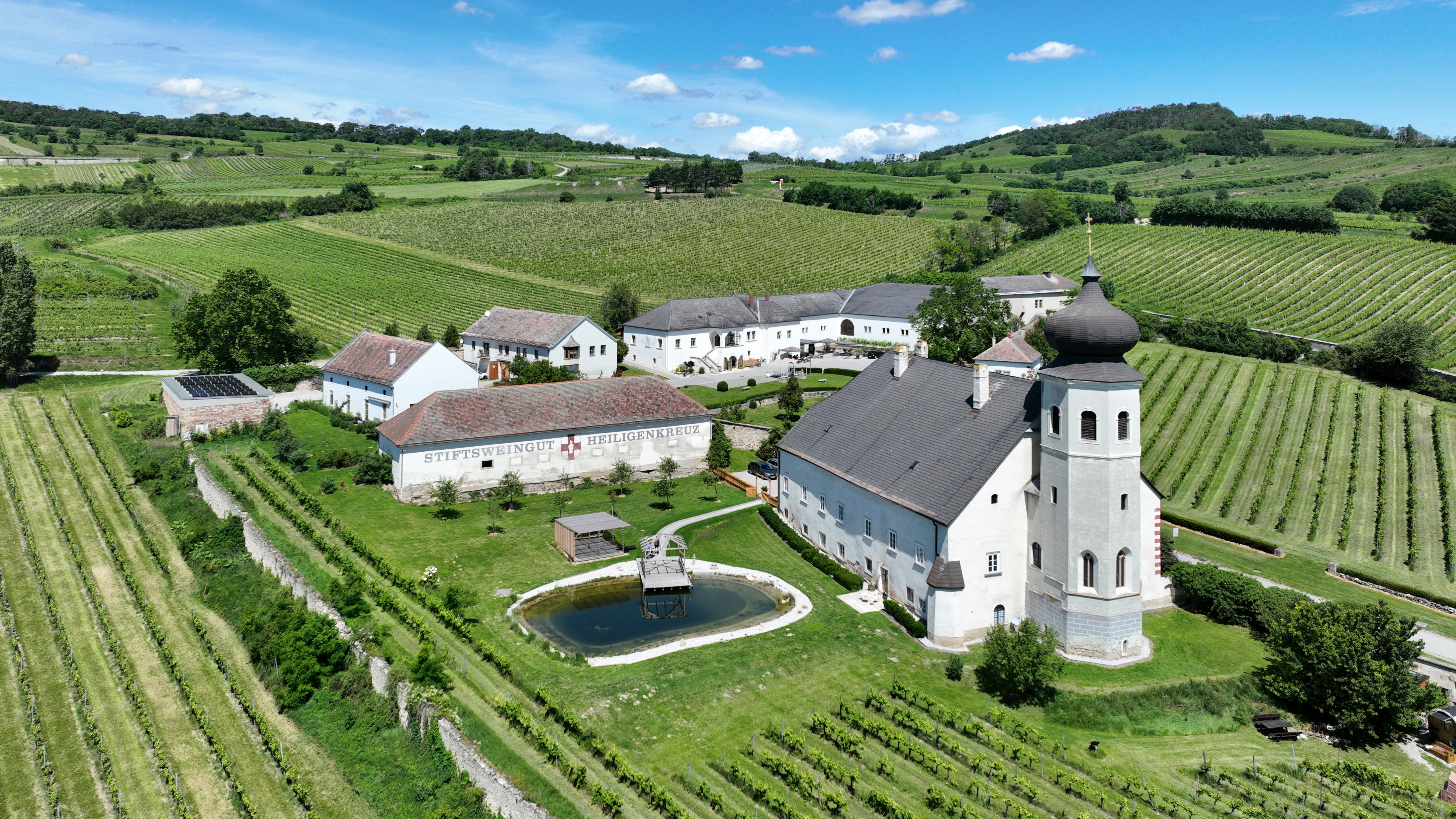
Freigut Thallern mit umliegenden Weingärten

Eine große Bekanntheit genießt Gumpoldskirchen wegen seines Weinbaus. Der Ort gehört zum Weinbaugebiet Thermenregion. Bekannte Rebsorten, die hier gezogen werden, sind der Zierfandler, der Rotgipfler, der Frührote, der Grüne Veltliner und der Neuburger.
Heute findet man viele Heurigen. Jedoch beklagen sich die Weinbauern, dass der Umsatz in den letzten Jahren abgenommen hat. Einmal jährlich (Mitte bis Ende August) fand in der Neustiftgasse ein Weinfest statt. Früher gab es sogar ein zweites in der Wienerstraße. Beide gibt es nicht mehr, dafür seit ein paar Jahren den Weinsommer rund um das Rathaus mit einem modernen Konzept, das sich von den üblichen Weinfesten abhebt.
Eines der ältesten Weingüter Österreichs ist das als Ortschaft (Dorf) eingetragene Freigut Thallern, das seit 1141 ununterbrochen von den Zisterziensern des Stiftes Heiligenkreuz bewirtschaftet wird. Wenn auch wesentlich kleiner, hat das Weingut Stift Klosterneuburg auch Anbauflächen in Gumpoldskirchen.

### Sport
- Der Fußballverein 1. SVg Gumpoldskirchen spielt derzeit in der 2. Klasse Ost/Mitte, das entspricht der 8. Leistungsstufe im Fußball.
- Unter dem Dach des Arbeiter-Turn- und Sportverein (ATUS) Gumpoldskirchen werden mehrere Sportarten betrieben, u. a. Tennis, Tischtennis und Bogenschießen.

## Wirtschaft und Infrastruktur

### Verkehr
Gumpoldskirchen liegt an der Südbahn. Bei der Haltestelle halten Züge der Linien S3 und S4, wodurch es nach Wien von Montag bis Freitag einen Halbstundentakt und am Wochenende einen Stundentakt gibt. Auf der Straße kann der Ort über die Weinstraße sowohl von Mödling als auch von Baden erreicht werden. Außerdem gibt es noch die Regionalbuslinie 263 (Gumpoldskirchen Schulgasse – Mödling Bahnhof), welche untertags fährt, und die Linie 303 (Bad Vöslau Bahnhof / Baden Rauhenstein – Wien Oper / Karlsplatz U).

### Ansässige Unternehmen
Zusätzlich zum Weinbau gibt es einige Industriebetriebe, die im östlichen flachen Teil des Ortes angesiedelt sind.
Laut Statistik Austria waren am 31. Oktober 2011 in Gumpoldskirchen 3353 Berufstätige an rund 336 unterschiedlichen Arbeitsstätten in einem unselbstständigen Arbeitsverhältnis tätig.

## Bürgermeister
- 2005–2025 Ferdinand Köck (ÖVP)[11]
- seit 2025: Dagmar Händler (ÖVP)[12]

## Öffentliche Einrichtungen
In der Gemeinde gibt es zwei Kindergärten, eine Volksschule und eine Mittelschule.
Weiters gibt es ein Freibad mit kleiner Wasserrutsche und Trampolin.

## Persönlichkeiten
- Johann Georg Aichner 1692, Bildhauer von Gumpoldskirchen
- Franz Bilko (1894–1968), Maler, Zeichner und Gebrauchsgrafiker
- Elfriede Hammerl (* 1945), Journalistin und Schriftstellerin
- Norbert Hofer (1874–1952), Ordenspriester und Hochschullehrer
- Elisabeth Kaufmann-Bruckberger (* 1970), Politikerin
- Anneliese Klein (* 1941), Politikerin und Winzerin
- Franz Mairecker (1879–1950), Violinist
- Rudolf Rasser (1886–1976), Politiker
- Anna Sachse-Hofmeister (1850–1904), Opernsängerin
- Michael Weiss (* 1981), Triathlet
- Josef Wolfgang Ziegler (1906–2000), Komponist und Chorleiter
- Franz Zodl (1944–2010), Koch